# 長野県伊那北高等学校
長野県伊那北高等学校（ながのけん いなきたこうとうがっこう）は、長野県伊那市山寺に位置する公立高等学校である。

## 概要
略称はなく「伊那北」と呼ばれている。文化祭は「ペン祭」と称し、その名称は校章に由来する。開始当初は9月に行われていたが、進学への影響から1962年の第6回ペン祭から7月開催へ変更された。その後開催時期が早まり、現在は6月後半に開催。
自由な校風をモットーに、生徒の自覚を尊重する中で、生徒会が中心となり1970年7月1日に制服の自由化を実行した。
一般に修学旅行と呼ばれる行事は、同校では「研修旅行」と呼ぶ。1967年に廃止された修学旅行に代わり、教育成果の期待できる研修旅行を生徒が同年に自主的に開催したことが始まりである。目的地については、行き先を生徒が4〜5コースの中から選択することができ、各方面へ分散して旅行していた時期もあったものの、近年では学年でまとまって長崎や沖縄へ行くことになっている。
2006年度まで2年次は一部の教科を、3年次ではほとんどの教科を選択科目としていたが、必修科目が未履修であることが発覚し、この年の3年生は卒業式を20日延期して補習を行った。

## 沿革
- 1919年12月1日 - 文部大臣中橋徳五郎から長野県伊那中学校の設置を認可。（文部省　野普129号）
- 1920年4月1日 - 長野県立伊那中学校として開校。
- 1920年4月23日 - 長野県令第38号により、長野県伊那中学校に改称。
- 1929年 - 伊那中事件。
- 1948年4月 - 学制改革により、長野県伊那北高等学校となる。初の女子生徒入学。
- 1949年 - 長野県伊那東高等学校の男子生徒を編入。
- 1955年9月23日 - 第1回「ペン祭」開催。
- 1957年5月27日 - 火災により北校舎、中校舎の2棟を焼失。
- 1993年4月1日 - 理数科を設置。
- 2003年4月22日 -  文部科学省より学力向上フロンティアハイスクールの指定（3年間）を受ける。

## 部活動
- 野球部は夏の甲子園に3回出場し、1956年（昭和31年）の夏の大会で静岡県立静岡高等学校と対戦した試合は、甲子園の高校野球史上初の点灯試合となり、4対1で勝ちナイター初勝利を収めた。
- 将棋部は全国大会を幾度も制し、女子は8連覇を達成したこともある。
- 2016年、ソフトテニス男子のペアが、長野県大会、男子個人では史上初となる二人揃っての県個人戦連覇(ペアの片方が替わっての連覇はあった)を果たす。

その年に北信越大会個人戦3位入賞も果たし、基本的に出場権が各県1ペアのハイスクールジャパンカップにも出場。
- 2003年以降で全国大会レベルに出場した運動部はフェンシング部、陸上部（女子）、弓道部、ソフトテニス部（男子）である。

### 運動部
| - 野球 - フェンシング - 陸上 - 弓道 - 剣道 - 卓球 | - 男子バレー - 女子バレー - ソフトテニス - サッカー - ラグビー - バドミントン | - 男子バスケット - 女子バスケット - 男子テニス - 女子テニス - 水泳 |

### 学芸部
| - 将棋 - 美術 - 文芸 - 写真 - 天文気象 - 軽音楽 - 演劇 | - 英語 - 生物 - 化学 - 物理 - 吹奏楽 - 合唱 - 弦楽 | - 書道 - 家庭科 - 囲碁 - ダンス - 漫画研究 |

### 主な成績
- 1955年8月 - 野球部が甲子園へ出場。（1回戦：新庄北1-0（延長11回）、2回戦：城東1-4）
- 1956年8月 - 野球部が甲子園へ出場。（1回戦：静岡4-1、2回戦：西条2-3）
- 1961年8月 - 野球部が甲子園へ出場。（1回戦：東北0-2）
- 1979年12月 - 陸上部が高校駅伝全国大会へ出場。
- 1980年12月 - 陸上部が高校駅伝全国大会へ出場。
- 1981年12月 - 陸上部が高校駅伝全国大会へ出場。
- 1986年8月 - 将棋部が女子団体で全国優勝。

この後、8連覇も達成。（1990年 - 1997年）
- 1997年2月 - スケート同好会、新谷志保美インターハイ女子500m2連覇。
- 2010年2月 - 英語部が世界高校生ディベート大会（World Schools Debating Championship）に出場。(開催地:カタール ドーハ)　日本最高記録となる2勝を勝ち取る。(2015年5月現在)
- 2012年1月 - 英語部が世界高校生ディベート大会（World Schools Debating Championship）に出場。(開催地:南アフリカ ケープタウン)

## 施設・設備

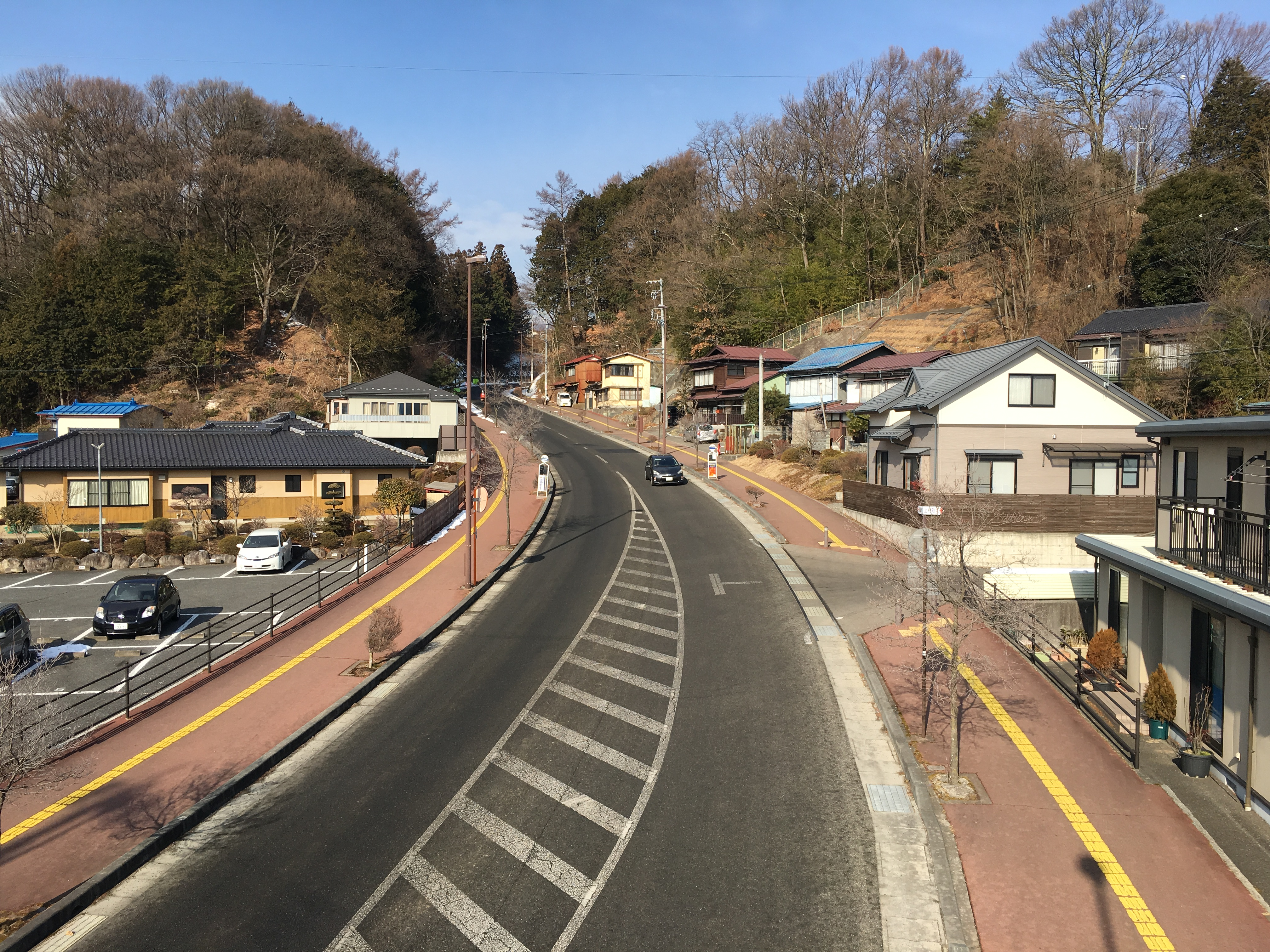
高尾公園通り

2010年4月に創立90周年を迎えたことを記念し、同窓会によって、研修棟「高志館」が竣工された。この建物は主に、生徒の自習室として使用されている。
高尾公園通りから分岐してヘアピンカーブを描いて伊那北高校の正門に向かう道は通称「一万円道路」と呼ばれている。

## 著名な出身者

### 政治
- 宮下創平 - 元防衛庁長官、元環境庁長官、元厚相
- 野沢太三 - 元法相
- 伊藤公介 - 元国土庁長官
- 竹入義勝 - 元公明党委員長
- 白鳥孝 - 伊那市長
- 杉本幸治 - 元駒ヶ根市長
- 伊藤祐三 - 駒ヶ根市長
- 白鳥政徳 - 箕輪町長

### 法曹
- 那須弘平 - 元最高裁判所判事

### 経済界
- 唐澤範行 - 公立学校法人公立諏訪東京理科大学理事長、元アサヒグループ食品社長、元アサヒフードアンドヘルスケア社長
- 向山一人 - コーア創立者
- 林紘義 - 政治活動家
- 宮下正裕 - 竹中工務店社長（第17回卒）[2]
- 小平信因-元資源エネルギー庁長官、トヨタ自動車副社長[要出典]

### 医学界
- 堀内朗 - イグノーベル賞（医師）

### 学界
- 芦部信喜 - 東京大学名誉教授（憲法学）
- 曾倉岑  -  青山学院大学名誉教授（国文学）
- 八木健三 - 東北大学名誉教授
- 北沢正啓 - 中京大学学長
- 下島連 - 亜細亜大学教授（英文学）
- 辰野千寿 - 上越教育大学名誉教授
- 田畑幸嗣 - 早稲田大学教授（考古学）
- 横山正彦 - 東京大学名誉教授（経済学）
- 浦野東洋一 - 東京大学名誉教授（教育学）
- 春日郁朗 - 東京大学准教授（都市工学）
- 唐澤豊 - 信州大学元理事・農学部長・名誉教授（獣医学・農学）

### 文学
- 伊藤伊那男 - 俳人
- 河野實 - 作家、ジャーナリスト（愛と死をみつめて）
- 月野ぽぽな - 俳人（「海程」同人）

### 芸能
- 後藤俊夫 - 映画監督
- 春風亭愛橋 - 落語家
- 西村与志木 - テレビプロデューサー

### 芸術家
- 常田大希 - ミクスチャーロックバンド・King Gnuのリーダー兼プロデューサー
- 常田俊太郎 - ヴァイオリニスト、株式会社ユートニック代表取締役
- 井口達 - 声楽家[3]
- 湯澤かよこ - シンガーソングライター[4]
- 平澤真希 - ピアニスト
- 寄藤文平 - クリエーター（大人たばこ養成講座、ウンココロ・イラスト、デザイン、装丁）

### スポーツ
- 斎藤充弘 - プロ野球（元ヤクルト）
- 北原健二 - サッカー選手
- 登内将志 - サッカー選手
- 新谷志保美 - スピードスケート選手

## 校章・校旗

### 校章
2本のペン先を交差させた図柄をあらわした「クロスペン」。慶應義塾の校章に類似している。デザインについて検討された案には、時代柄2本のペンのうち1つを剣とし、ペンと剣で「文武両道」を象徴する案もあったが、議論の末、ペンは剣よりも強しという理想をあらわす現在の校章に決定された。

### 校旗
スクールカラーの紫紺の地に、校章を配置。

## 校歌・応援歌
校歌（作詞：藤村作、作曲：福井直秋）と「天竜河畔」がある。「天竜河畔」には、同校の体育教師、柴 韓治郎が創作した「シバカン体操（柴韓体操、志覇喚体操）」なる振り付けもある。

## 最寄駅
- JR東海 飯田線：伊那北駅徒歩10分

## 進学先地域
同校の発表に基づき、2017年（平成29年）から2019年（令和元年）までの卒業生の国公立大学合格者数（新卒に限る）を大学の所在地域別に分類し、一部を抜粋すると次の通りであった。
| 大学の所在地域 | 人数 |
| -------------- | ---- |
| 長野県         | 133  |
| 関東地方       | 99   |
| 東海地方       | 33   |
| 北陸地方       | 28   |
| 山梨県         | 24   |
| 新潟県         | 24   |
| 静岡市         | 21   |
| 近畿地方       | 17   |